# Algoa

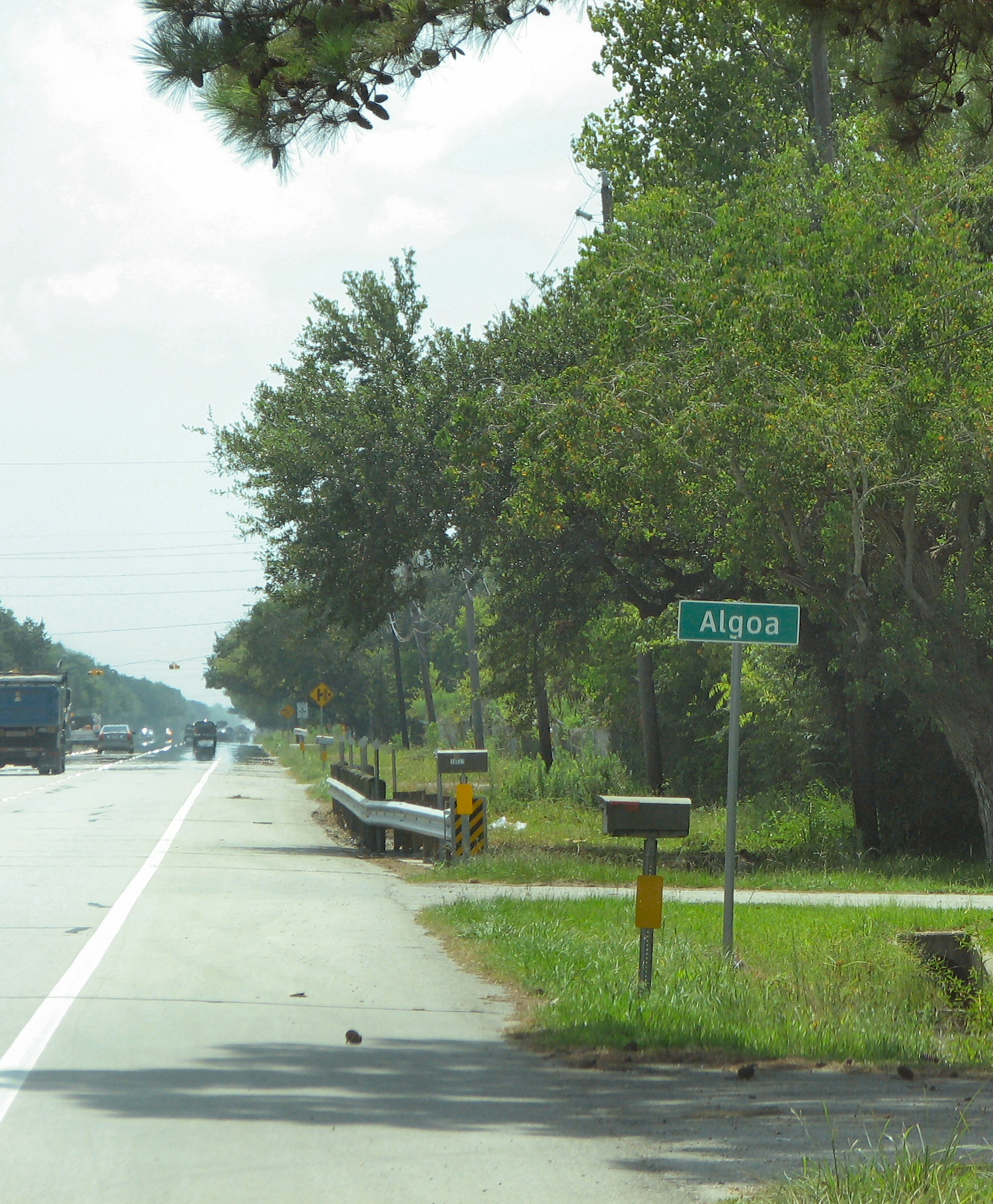
Algoa, Texas

Algoa é uma comunidade não incorporada localizada no condado de Galveston, no estado norte-americano do Texas. A sua população era estimada em 125 habitantes, conforme o censo de 2000. O Distrito Escolar Independente de Santa Fé atente a alunos da região.